# Dušan Katnić
Dušan Katnić (in serbo Душан Катнић?; Užice, 3 marzo 1989) è un cestista serbo.

## Palmarès
- Campionato belga: 2

Ostenda: 2011-12, 2012-13
- Campionato bosniaco: 2

Igokea: 2014-15, 2015-16
- Campionato macedone: 1

MZT Skopje: 2016-17
- Coppa del Belgio: 1

Ostenda: 2012
- Coppa di Bosnia ed Erzegovina: 2

Igokea: 2015, 2016